# Varès
Varès ist eine Gemeinde im Südwesten Frankreichs mit 658 Einwohnern (Stand: 1. Januar 2022) und liegt im Département Lot-et-Garonne in der Region Nouvelle-Aquitaine (bis 2016: Aquitanien). 
Die Bewohner werden Varésiens genannt.

## Geographie
Die Gemeinde liegt zwischen Tonneins und Bergerac an der Tolzac und besteht aus den Orten Vieux Varès, Villottes, Giroux, Gorce, Sarrau, Laurents, Philippons sowie Larrival.
Umgeben wird Varès von den folgenden Nachbargemeinden:
| Gontaud-de-Nogaret | Hautesvignes                                | Verteuil-d’Agenais      |
| Fauillet           | Kompassrose, die auf Nachbargemeinden zeigt | Grateloup-Saint-Gayrand |
|                    | Tonneins                                    |                         |

## Demographie
Die Bevölkerungsentwicklung in Varès wird seit 1800 dokumentiert. Mit Ausnahme von 2006 wurden jährlich Statistiken durch das Insee veröffentlicht.
2015 zählte die Gemeinde 650 Einwohner, was ein Anstieg von 0,46 % gegenüber 2010 bedeutet. 
| Jahr      | 1800 | 1846 | 1876 | 1901 | 1946 | 1975 | 1999 | 2006 | 2018 |
| --------- | ---- | ---- | ---- | ---- | ---- | ---- | ---- | ---- | ---- |
| Einwohner | 554  | 900  | 807  | 547  | 518  | 459  | 691  | 645  | 671  |

## Persönlichkeiten
- Guy Brousseau (1933–2024), herausragender Professor an der IUFM Aquitanien, Doktor honoris causa von der Universität Montréal und der Universität Genf, zwischen 1953 und 1962 als Lehrer geschult an der Schule von Varès